# ロストボーイ
『ロストボーイ』（英: The Lost Boys）は1987年のアメリカ合衆国の映画作品。
ジョエル・シュマッカー監督のこの映画の興行収入成績は、3200万ドルと、当時のR指定ホラー映画としては大きな金額を売り上げ、サターンホラー映画賞を受賞した。

## あらすじ
カリフォルニア州の海辺にある町サンタ・カーラは太陽あふれる良い町だが、何故か行方不明者が多かった。そのサンタ・カーラに、マイケルとサムの兄弟は、離婚した母のルーシーと共に祖父の家に同居するため、アリゾナから引っ越してきた。変わり者の祖父は剥製を作っていて家にはテレビもないという有様。兄弟は外に遊びに行くしかない。町に出て求職していたルーシーは、ビデオ屋の店主のマックスに好意を持たれ、彼の店に職を得ることが出来た。兄のマイケルは町のイベントで、美女であるスターに惹かれ声をかけるが、彼女はマイケルを気にしつつも、チンピラのデイヴィッドのバイクに同乗して去っていってしまう。弟のサムは漫画雑誌屋でエドガーとアラン兄弟に出会い、吸血鬼コミックを切っ掛けに同好の士であるふたりと仲良くなる。エドガーとアランは、町には吸血鬼が出て、行方不明者が多いのはそのせいだと真面目にサムに用心を説く。マイケルはスターが忘れられず、運良く翌夜に出会うことが出来たが、彼女は、マイケルに好意を持っている様子をみせつつも、彼を遠ざけようとする。そこへまたしてもデイヴィッドが手下たちを連れて現われ、マイケルをアジトである洞窟に誘う。マイケルはスターに止められたが、洞窟に行きデイヴィッドがさし出す酒を挑発されるままに飲んでしまう。翌日の真昼に目を覚ましたマイケルは太陽光を嫌い、おかしなそぶりをし始める。その変化をいぶかしんだサムはエドガーとアラン兄弟に相談し、三人はマイケルが吸血鬼化しているという結論に達する。漫画によれば、まだ人の生血を吸わないハーフ吸血鬼のうちに親吸血鬼を倒せば元の人間に戻ることが出来、そうでなければマイケルは完全な吸血鬼になってしまうということだった。マイケルを人間に戻すために、少年たちは力を合わせて戦い目的を果たすが、町にはびこる吸血鬼を退治しきれたかという点では疑いが残ってしまうのだった。

## キャスト
| 役名                 | 俳優                         | 日本語吹替                                                                                     | 日本語吹替 |
| 役名                 | 俳優                         | フジテレビ版                                                                                   |            |
| -------------------- | ---------------------------- | ---------------------------------------------------------------------------------------------- | ---------- |
| マイケル・エマーソン | ジェイソン・パトリック       | 二又一成                                                                                       |            |
| デイヴィット         | キーファー・サザーランド     | 屋良有作                                                                                       |            |
| サム・エマーソン     | コリー・ハイム               | 三ツ矢雄二                                                                                     |            |
| ルーシー・エマーソン | ダイアン・ウィースト         | 鈴木弘子                                                                                       |            |
| おじいちゃん         | バーナード・ヒューズ         | 宮内幸平                                                                                       |            |
| マックス             | エドワード・ハーマン         | 小川真司                                                                                       |            |
| スター               | ジェイミー・ガーツ           | 勝生真沙子                                                                                     |            |
| エドガー・フロッグ   | コリー・フェルドマン         | 松野太紀                                                                                       |            |
| アラン・フロッグ     | ジェイミソン・ニューランダー | 岩田光央                                                                                       |            |
| ドウェイン           | ビリー・ワース               |                                                                                                |            |
| マルコ               | アレックス・ウィンター       |                                                                                                |            |
| 役不明又はその他     |                              | 山口健 中田和宏 田中亮一 島香裕 向殿あさみ 大滝進矢 小室正幸 郷里大輔 坂本千夏 滝沢ロコ 芝夏美 |            |
|                      |                              |                                                                                                |            |
| 演出                 |                              | 左近允洋                                                                                       |            |
| 翻訳                 |                              | 宇津木道子                                                                                     |            |
| 調整                 |                              | 飯塚秀保                                                                                       |            |
| 担当                 |                              | 山形淳二 （フジテレビ）                                                                        |            |
| 解説                 |                              | 高島忠夫                                                                                       |            |
| 制作                 |                              | グロービジョン                                                                                 |            |
| 初回放送             |                              | 1989年8月26日 『ゴールデン洋画劇場』                                                           |            |

## 備考
本編中で用いられた"vamp-out"という単語は、吸血鬼を題材としたテレビドラマ『バフィー 〜恋する十字架〜』でも用いられた。